# Allure (tijdschrift)
Allure is een Amerikaans vrouwentijdschrift gericht op schoonheid, maandelijks gepubliceerd door Condé Nast in New York. Het werd in 1991 opgericht door Linda Wells. 
Een kenmerk van het tijdschrift zijn de jaarlijkse Best of Beauty Awards die in het oktobernummer worden toegekend aan schoonheidsproducten die door het personeel van Allure als de beste worden beschouwd.

## Geschiedenis
In 1990 benaderden S.I. Newhouse jr., directeur van Condé Nast, en Alexander Liberman, de toenmalige uitgeefdirecteur, Linda Wells om een concept te ontwikkelen voor een schoonheidstijdschrift. Wells was destijds de beaty editor en de food editor van The New York Times Magazine.
Het prototype van het tijdschrift werd kort voor de geplande lanceerdatum ongedaan gemaakt en na een revisie (inclusief het logo), maakte Allure zijn debuut op maart 1991, ontworpen door Lucy Sisman. Het oorspronkelijke formaat van het tijdschrift was te groot, dit verhinderde dat het in de rekken van de winkels paste en vereiste adverteerders om hun advertenties te verkleinen of nieuwe te maken. Na vier afleveringen veranderde Allure in een glanzend standaardformaat.

## Redacteuren

### Hoofdredacteuren
De huidige hoofdredacteur is Michelle Lee. Gewezen hoofdredacteur en oprichtster Linda Wells gaf het roer uit handen in 1991.

### Redacteuren
Veel bekende schrijvers hebben bijgedragen aan Allure. Onder hen zijn Arthur Miller, John Updike, Jhumpa Lahiri, Michael Chabon, Kathryn Harrison, Frank McCourt, Isabel Allende en Francine du Plessix Gray.

## Impact
Allure richt zich op schoonheid, mode en de gezondheid van vrouwen. Allure was het eerste vrouwentijdschrift dat schreef over de gezondheidsrisico's van siliconen borstimplantaten en heeft ook over andere controversiële gezondheidskwesties geschreven.
Nadat Lee eind 2015 het roer overnam, werd het merk gevierd voor het bevorderen van diversiteit en inclusiviteit. In 2017 werd Allure uitgeroepen door Adweek tot tijdschrift van het jaar en Lee werd bekroond tot redacteur van het jaar.

### Covermodellen
Menig bekende namen hebben op de omslag van Allure gestaan, onder wie Demi Lovato, Jennifer Aniston, Jennifer Lopez, Helen Mirren, Zendaya, Julia Roberts, Angelina Jolie, Reese Witherspoon, Victoria Beckham, Beyoncé, Fergie, Britney Spears, Lupita Nyong’o, Jessica Simpson, Kate Hudson, Christina Aguilera, Rihanna en Gwen Stefani.
(Zie Lijst van Allure-omslagmodellen).

## Oplagen
Het tijdschrift verkocht in 1991 250.000 exemplaren. In 2011 was dit 1 miljoen exemplaren.

## Best of Beauty Awards
Allure begon zijn Best of Beauty Awards programma in het midden van de jaren negentig, op initiatief van Wells, om lezers te helpen kiezen uit het enorme aanbod aan make-up, huid- en haarverzorgingsproducten op de markt.
Allure heeft twee reeksen awards, de ene beoordeeld door de redactie van het tijdschrift en de andere door lezers. Een "winners' seal" logo, ontwikkeld door Allure, verschijnt op veel van de winnende producten. Om ervoor te zorgen dat de beoordelingen neutraal zijn, is de advertentieafdeling van Allure niet betrokken bij de selecties.
In 2010 ontwikkelde het tijdschrift een iPhone-app die de winnende producten in de kijker zet en gebruikers op basis van hun locatie vertelt waar ze ze kunnen kopen.